# Montbolo
Montbolo (în catalană Montboló) este o comună în departamentul Pyrénées-Orientales din sudul Franței. În 2009 avea o populație de 187 de locuitori.

## Evoluția populației
| An        | 1975 | 1982 | 1990 | 1999 | 2006 | 2009 |
| --------- | ---- | ---- | ---- | ---- | ---- | ---- |
| Populație | 92   | 105  | 133  | 145  | 196  | 187  |